# Fellhornbahn
| Fellhornbahn I                 | Fellhornbahn I          |
| ------------------------------ | ----------------------- |
| Eine Kabine der Fellhornbahn I |                         |
| Standort:                      | Oberstdorf, Deutschland |
| Bauart:                        | 100-ATW                 |
| Baujahr:                       | 1972                    |
| Berg:                          | Fellhorn                |
| Talstation:                    | Birgsautal, 927 m       |
| Bergstation:                   | Mittelstation, 1785 m   |
| Höhendifferenz:                | 863 m                   |
| Streckenlänge:                 | 2868,6 m                |
| Fahrdauer:                     | 10 min                  |
| Fahrgeschwindigkeit:           | 10 m/s                  |
| Anzahl der Gondeln:            | 2 Stk.                  |
| Anzahl der Stützen:            | 3 Stk.                  |
| Kapazität:                     | 720 Pers./Stunde        |
| Hersteller:                    | Habegger                |
| Betreiber:                     | Fellhornbahn GmbH       |
| Website:                       | www.ok-bergbahnen.com   |

| Fellhorn-Gipfelbahn                    | Fellhorn-Gipfelbahn     |
| -------------------------------------- | ----------------------- |
| Die Talstation der Fellhorn-Gipfelbahn |                         |
| Standort:                              | Oberstdorf, Deutschland |
| Bauart:                                | 60-ATW                  |
| Baujahr:                               | 1973                    |
| Berg:                                  | Fellhorn                |
| Talstation:                            | Mittelstation, 1785 m   |
| Bergstation:                           | Gipfelstation, 1975 m   |
| Höhendifferenz:                        | 190 m                   |
| Streckenlänge:                         | 845,18 m                |
| Fahrdauer:                             | 2,43 min                |
| Fahrgeschwindigkeit:                   | 8 m/s                   |
| Anzahl der Gondeln:                    | 1 Stk.                  |
| Anzahl der Stützen:                    | 2 Stk.                  |
| Kapazität:                             | 450 Pers./Stunde        |
| Hersteller:                            | Habegger                |
| Betreiber:                             | Fellhornbahn GmbH       |
| Website:                               | www.ok-bergbahnen.com   |
| Anmerkungen:                           | Einspurig               |

| Fellhornbahn II                     | Fellhornbahn II         |
| ----------------------------------- | ----------------------- |
| Die Bergstation der Fellhornbahn II |                         |
| Standort:                           | Oberstdorf, Deutschland |
| Bauart:                             | GD8                     |
| Baujahr:                            | 2006                    |
| Berg:                               | Fellhorn                |
| Talstation:                         | Birgsautal, 918 m       |
| Höhendifferenz:                     | 382 m                   |
| Zwischenstation:                    | 1300 m                  |
| Höhendifferenz:                     | 473 m                   |
| Bergstation:                        | Mittelstation, 1773 m   |
| Höhendifferenz:                     | 860 m                   |
| Streckenlänge:                      | 2813 m                  |
| Fahrdauer:                          | 6 min                   |
| Fahrgeschwindigkeit:                | 6 m/s                   |
| Anzahl der Gondeln:                 | 94 Stk.                 |
| Anzahl der Stützen:                 | 18 Stk.                 |
| Kapazität:                          | 2400 Pers./Stunde       |
| Hersteller:                         | Leitner                 |
| Betreiber:                          | Fellhornbahn GmbH       |
| Website:                            | www.ok-bergbahnen.com   |

Die Fellhornbahn ist eine in zwei Sektionen ausgeführte Luftseilbahn, die vom Birgsautal in Oberstdorf auf das Fellhorn – 1.967 Meter über Normalnull – führt.

## Fellhornbahn I
Die Fellhornbahn I, eine von Habegger gebaute Großkabinen-Pendelbahn, ging 1972 in Betrieb. Sie hat eine Länge von 2.868,60 m und überwindet eine Höhendifferenz von 863 m. Die zwei Tragseile der beiden Fahrspuren haben jeweils einen Durchmesser von 50 mm, das Zugseil einen Durchmesser von 28 mm. Der Antrieb der als Großkabinenbahn mit 2 Kabinen für je 100 Personen ausgeführten Bahn erfolgt über einen Motor mit 552 kW Leistung in der Talstation. Die erste Sektion hat drei Stützen; diese sind 54, 51 und 24 m hoch. Seit dem Bau der parallelen Fellhornbahn II (s. u.) wird die Fellhornbahn I hauptsächlich im Sommer genutzt.

## Fellhornbahn II
Im Winter 2006/2007 wurde die von Leitner gebaute neue Umlaufbahn Fellhornbahn II mit 8er-Kabinen eröffnet, die parallel zur ersten Sektion verläuft. Auf einer Länge von 2813 m überwindet sie einen Höhenunterschied von 855 m. Als Besonderheit hat sie auf etwa 1300 m Höhe eine Mittelstation, an der ein- und ausgestiegen werden kann und wo sich die Garage für die Kabinen befindet. Zwar werden die Kabinen in der Station ein- und ausgekuppelt, dennoch hat die Umlaufbahn nur eine Sektion, da das Förderseil von der Tal- bis zur Bergstation durchgehend umläuft, in der Bergstation angetrieben und in der Talstation hydraulisch gespannt wird. Bei einer maximalen Geschwindigkeit von 6 m/s (21,6 km/h) hat sie eine Förderleistung von 2400 Personen pro Stunde. Sie ist Deutschlands längste Einseil-Umlaufbahn. Die Doppelsesselbahn Faistenoy–Höfle und der Höfle-Schlepplift wurden deshalb abgebaut.

## Fellhorn-Gipfelbahn
Die 1973 fertiggestellte Fellhorn-Gipfelbahn hat eine Länge von 845,18 m und zwei Stützen. Sie überwindet 190 Höhenmeter. Der Antrieb erfolgt mit einer Leistung von 283 kW in der Mittelstation. Die beiden Tragseile der zweiten Sektion haben einen Durchmesser von 39 mm, das Zugseil einen solchen von 20 mm. Die Gipfelbahn hat nur eine Fahrspur, auf der eine Kabine für 60 Passagiere hin- und herfährt. Mit einer Geschwindigkeit von max. 8 m/s (28,8 km/h) erreicht die Kabine auf der kurzen Strecke eine Förderleistung von 450 Personen pro Stunde.

## Trivia
- Seit 2005 ist die Kleinwalsertaler Bergbahn (KBB), Riezlern, alleiniger Eigentümer der Fellhornbahn GmbH. Hauptaktionäre der KBB sind das Allgäuer Überlandwerk, Kempten, und die Raiffeisen Holding Kleinwalsertal.

## Bilder

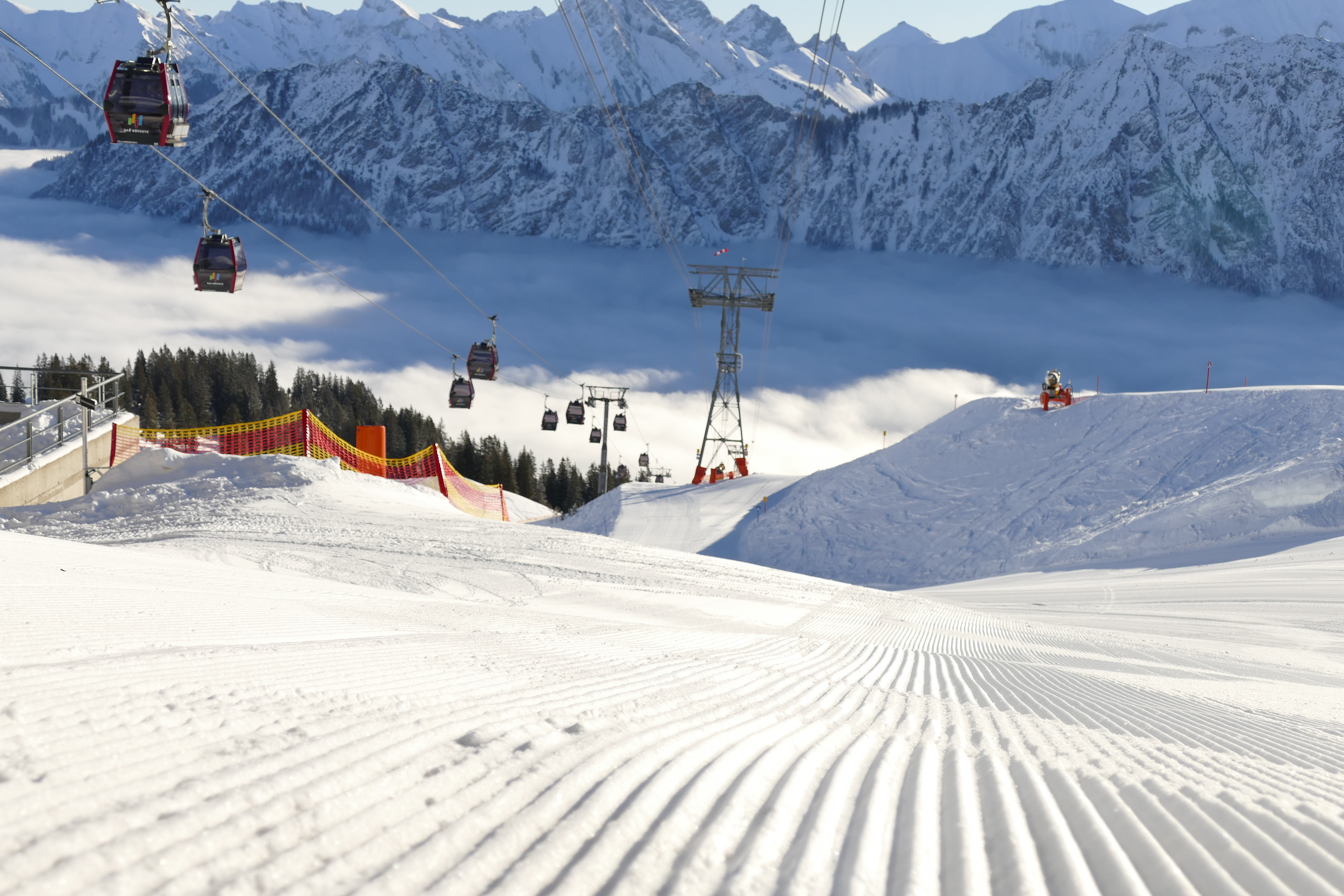
Blick von einer Skipiste auf die Fellhornbahn I (mittig) und II (links)
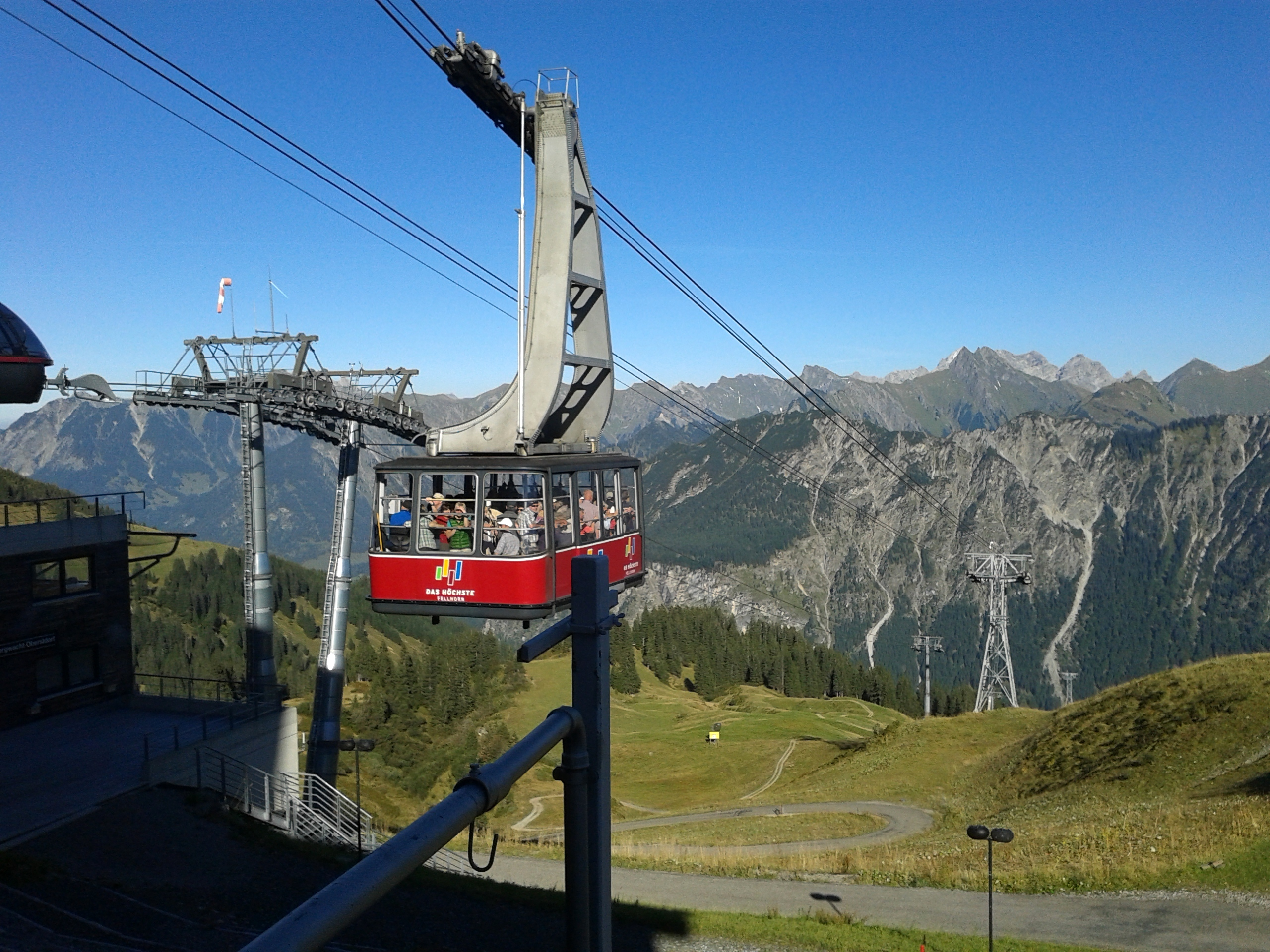
Kabine der Fellhornbahn I bei der Einfahrt in die Bergstation
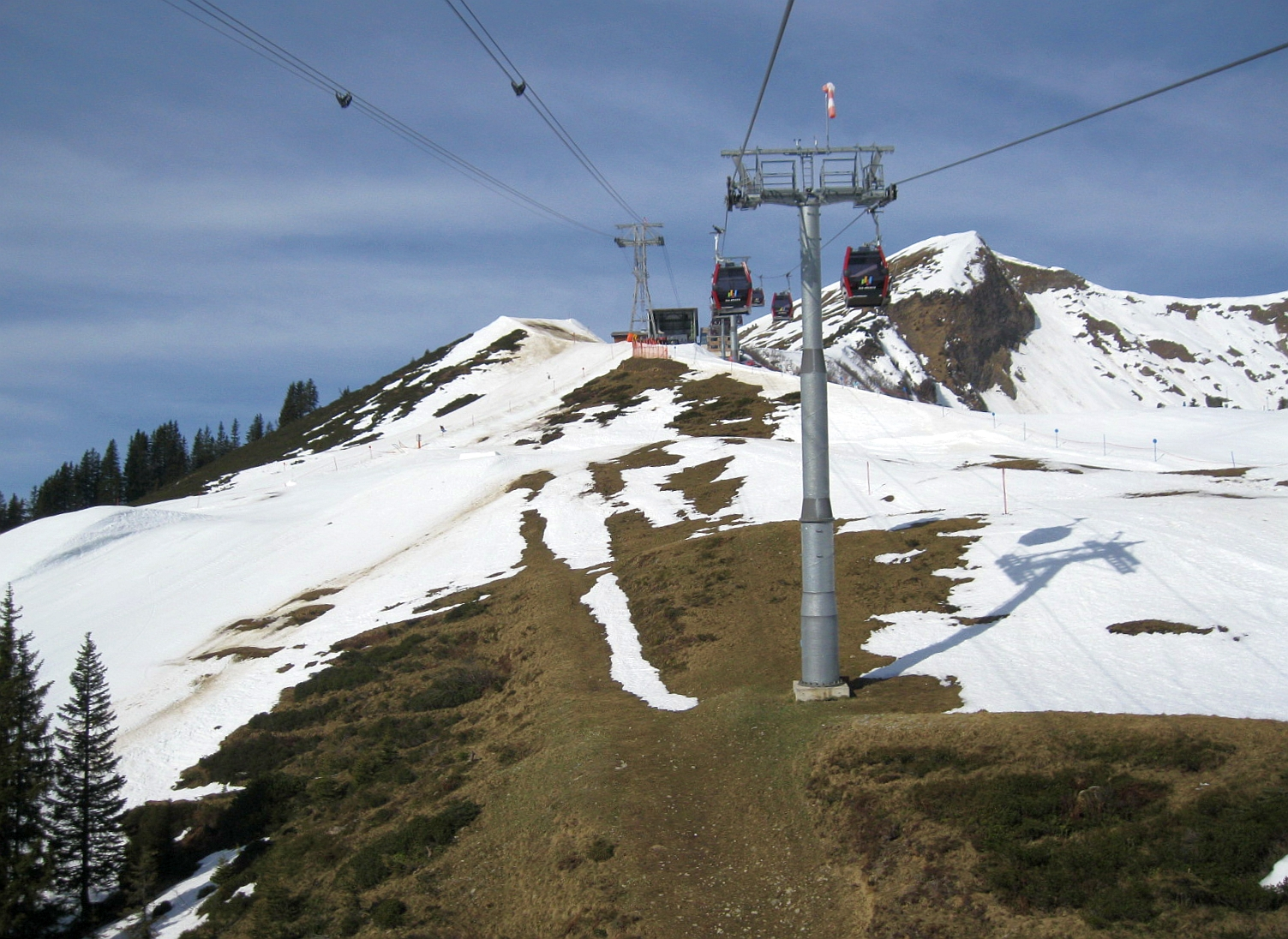
Blick aus der Fellhornbahn II in Richtung Bergstation